# Allium croaticum
Allium croaticum — вид трав'янистих рослин родини амарилісові (Amaryllidaceae), ендемік південної Хорватії.

## Опис
Цибулина яйцеподібна, 15–18 × 10–12 мм, з перетинчастими білуватими оболонками, зовнішні часто темно-коричневі. Стебло заввишки 20–30 см, циліндричне, гладке, прямостійне, вкрите до половини довжини листовими піхвами. Листків 3–4, напівциліндричні, голі, від зелених до дещо сірувато-зелених, ребристі, 10–23 см × ≈ 1 мм. Суцвіття розлоге, діаметром 3–3.5 см, 25–40-квіткове. Оцвітина дзвінчаста; листочки оцвітини рівні, жовто-зеленуваті, з відтінком коричнево-фіолетового кольору, еліптичні, округлі на верхівці, 3.5–4 × 1.3–1.5 мм, середня жилка зелено-коричнева. Пиляки жовті, еліптичні, довжиною 1.3–1.4 мм, шириною 0.7–0.8 мм. Зав'язь обернено-яйцеподібна, зелена, 1.6–1.8 × 1.6 мм. Коробочка обернено-яйцеподібна, 4 × 4 мм, зелена, з коричнево-пурпуровим відтінком.
Квітує в кінці червня й на початку липня.

## Поширення
Ендемік Хорватії (острів Віс на далматинському узбережжі).
Населяє вапняні ділянки, зазвичай трапляються на сонячних схилах осипів, в гаригах і на кам'янистих пасовищах

## Загрози й охорона
Безумовно, загрозою для деяких субпопуляцій є зменшення традиційних пасовищ.
Це суворо охоронюваний вид у Хорватії.